# Kaiserslautern Hauptbahnhof
Kaiserslautern Hauptbahnhof – zeitweise auch als Südbahnhof bezeichnet – ist der wichtigste Bahnhof von insgesamt sieben Bahnstationen des rheinland-pfälzischen Oberzentrums Kaiserslautern. Er gehört der Preisklasse 2 an und verfügt über 13 Bahnsteiggleise.
Der Bahnhof liegt im Verbundgebiet des Verkehrsverbundes Rhein-Neckar (VRN) und gehört zur Tarifzone 800. Die Anschrift des Bahnhofs lautet Bahnhofstraße 1, der Bahnhofsvorplatz ist nach der Kaiserslauterer Partnerstadt Guimarães benannt.
Er wurde am 1. Juli 1848 als östlicher Endbahnhof der von Homburg kommenden westlichen Teilstrecke der Pfälzischen Ludwigsbahn eröffnet. Am 2. Dezember desselben Jahres wurde er mit Verlängerung des Abschnitts bis Frankenstein zum Durchgangsbahnhof, bevor die Ludwigsbahn am 25. August 1849 auf ihrer gesamten Länge von Ludwigshafen bis Bexbach freigegeben wurde. 1875 wurde er mit Eröffnung der Verbindungsstrecke nach Enkenbach zum Trennungsbahnhof. 1883 kam die nach Lauterecken führende Lautertalbahn hinzu. Mit Durchbindung der von Pirmasens kommenden Biebermühlbahn, die schon in den Jahren 1875 und 1905 abschnittsweise eröffnet worden war, wurde er zum Kreuzungsbahnhof.
Die Bahnstrecke Mannheim–Saarbrücken, die aus der Ludwigsbahn hervorging, ist heute die wichtigste der Strecken, an denen der Kaiserslauterer Hauptbahnhof liegt; er ist zugleich ihre wichtigste Unterwegsstation.

## Lage

### Stadtlage

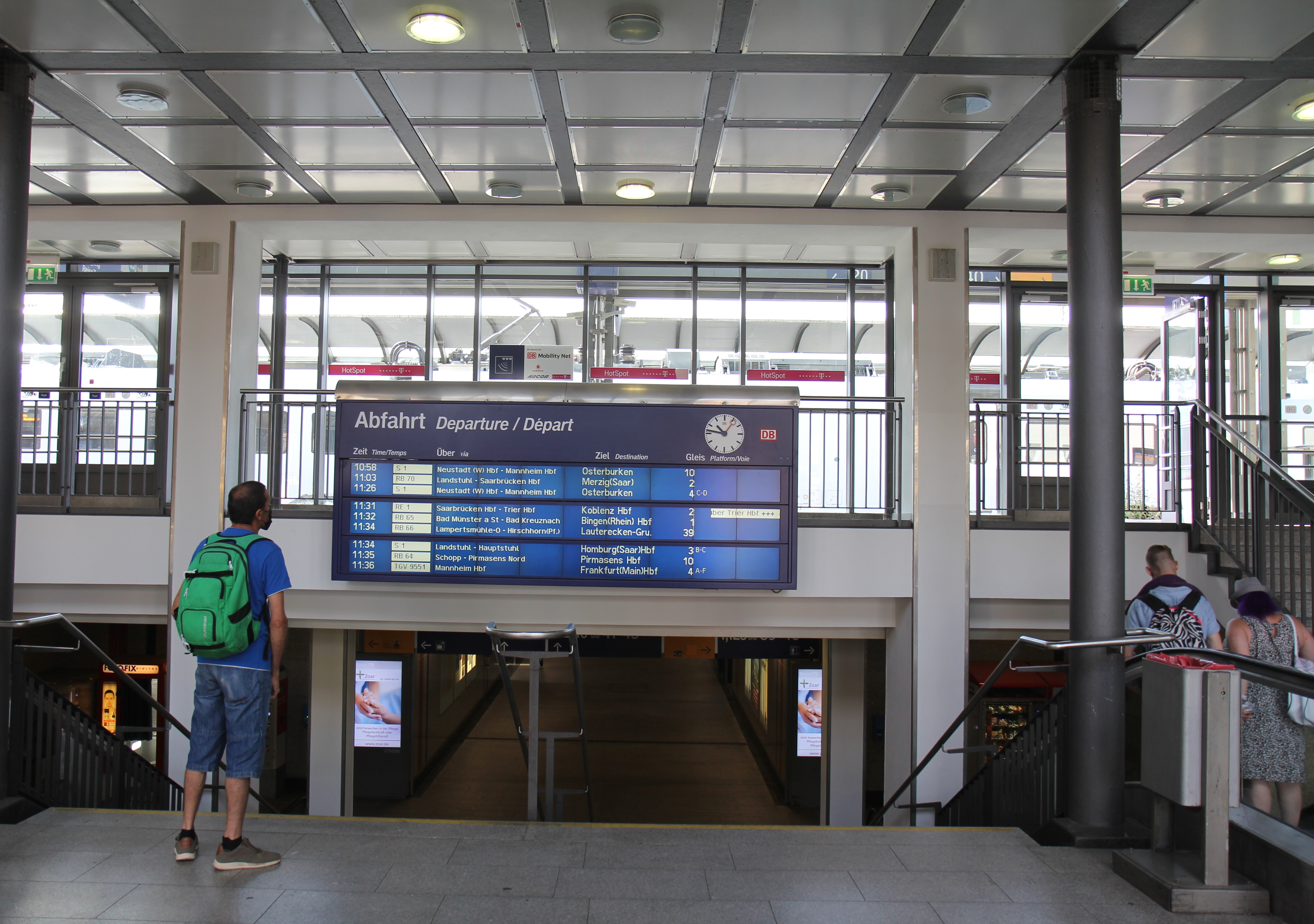
Zugang zu den Bahnsteigen

Der Bahnhof liegt am südlichen Rand der Kernstadt von Kaiserslautern. Unmittelbar nördlich verläuft parallel die Bahnhofstraße, unmittelbar südlich – ebenfalls parallel – die Zollamtstraße. Nordwestlich schließt sich das Bahnbetriebswerk Kaiserslautern an. Südöstlich erstreckt sich der Stadtteil Betzenberg mit dem Fritz-Walter-Stadion.

### Bahnstrecken
Die Bahnstrecke Mannheim–Saarbrücken verläuft von Osten aus in westsüdwestlicher Richtung und nach dem Hauptbahnhof in einer langgestreckten Kurve zunächst nach Nordwesten. Die Bahnstrecke Kaiserslautern–Enkenbach folgt in östlicher Richtung anfangs der Strecke nach Mannheim; dann biegt sie nach Norden ab. Ebenfalls zunächst parallel zur Hauptstrecke, jedoch nach Westen, verlaufen die Lautertalbahn nach Lauterecken und die Biebermühlbahn nach Pirmasens. Die Biebermühlbahn verläuft rund anderthalb Kilometer parallel zur Saarbrücker Strecke und biegt anschließend in einem „grünen Tunnel“ nach Süden ab. Die Lautertalbahn hat im Bahnhofsbereich mit Kaiserslautern Pfaffwerk einen weiteren Halt. Nach rund zwei Kilometern verläuft sie in nördlicher Richtung weiter.

## Geschichte

### Entstehung des Bahnhofs und erste Jahre (1830–1860)
Ursprünglich war geplant, innerhalb der damaligen Pfalz (Bayern) eine Bahnstrecke in Nord-Süd-Richtung in Betrieb zu nehmen. Jedoch wurde vereinbart, zuerst eine Magistrale in Ost-West-Richtung zu bauen, hauptsächlich für den Kohletransport aus dem Saargebiet zum Rhein. Die nach dem bayerischen König Ludwig I. Pfälzische Ludwigsbahn genannte Strecke sollte von Bexbach im Westen über Kaiserslautern bis an die Rheinschanze verlaufen.
Dabei kamen Diskussionen über den Standort für den Bahnhof der Barbarossastadt auf. Die Wahl fiel auf ein Gelände südlich des damaligen Siedlungsgebietes, damit sich zwischen der Station und der Stadt Betriebe niederlassen könnten.
Als besonders aufwendig erwies sich die Durchquerung des Pfälzerwaldes zwischen Kaiserslautern und Neustadt, weshalb nach Eröffnung der Teilstrecke Ludwigshafen (ehemals Rheinschanze) – Neustadt am 11. Juni 1847 die Bahn nicht kontinuierlich nach Westen weitergebaut wurde. So lag im Abschnitt Homburg–Kaiserslautern zu diesem Zeitpunkt bereits der Unterbau, während bis Frankenstein erst die Erddämme weitestgehend fertiggestellt waren.
Der Abschnitt Homburg–Kaiserslautern wurde am 2. Juli 1847 eröffnet, nachdem bereits vom 10. bis zum 15. Juni 1847 probeweise Züge mit insgesamt 5584 Reisenden gefahren waren. Am 2. Dezember des Jahres erfolgte die Durchbindung des Abschnitts bis nach Frankenstein, wodurch der Bahnhof zum Durchgangsbahnhof wurde. Am 6. Juni 1848 wurde in westlicher Richtung Bexbach erreicht, ehe am 25. August der Lückenschluss zwischen Frankenstein und Neustadt folgte. Bis dahin hatten Kutschen – damals als Omnibusse bezeichnet – den Verkehr zwischen den beiden Streckenteilen übernommen.

### Entwicklung zum Eisenbahnknotenpunkt (1860–1913)
1869 wurde der Bahnhof von 143.795 Fahrgästen benutzt. Damit lag er hinter dem Bahnhof Landau, der seinerzeit trotz der geringeren Einwohnerzahl von Landau 160.636 Fahrgäste aufwies.
Bereits bei der in den Jahren 1870 und 1871 als Transitstrecke in Nord-Süd-Richtung eröffneten Alsenztalbahn von Hochspeyer nach Münster hatte man Rücksicht auf die Interessen der Stadt Kaiserslautern genommen und in Hochspeyer ein Gleisdreieck angelegt. Auf diese Weise waren Zugläufe bis in die Barbarossastadt möglich. Dennoch wurde die Route über Hochspeyer als Umweg empfunden, weshalb im Interesse des Fernverkehrs am 15. Mai 1875 eine Verbindungsstrecke von Kaiserslautern nach Enkenbach an der Alsenzstrecke eröffnet wurde. Damit wurde Kaiserslautern zum Eisenbahnknotenpunkt. Fernzüge der Verbindungen Kaiserslautern – Bad Kreuznach – Ruhrgebiet, Kaiserslautern – Worms – Frankfurt am Main und Kaiserslautern – Alzey – Mainz sparten den Umweg über Hochspeyer ein.
Um 1860 bildete sich das Comitee der Notabeln des Glan- und Lautertales, das seinen Sitz in Wolfstein hatte. Es setzte sich für eine Bahnstrecke ein, die in Kaiserslautern von der Pfälzischen Ludwigsbahn abzweigen, anschließend durch das Lauter- und das untere Glantal verlaufen und in Staudernheim auf die im selben Jahr vollendete Rhein-Nahe-Bahn treffen sollte. Eine entsprechende Konzession wurde Mitte der 1860er Jahre erteilt. Das Komitee schickte eine Denkschrift an die in Ludwigshafen ansässige Direktion der Pfälzischen Ludwigsbahn-Gesellschaft. Das Projekt stand in Konkurrenz zu einer Strecke entlang der Alsenz. Nach Eröffnung der Alsenztalbahn im Jahr 1870, die von Anfang an für den Fernverkehr geplant worden war, sank die Wahrscheinlichkeit einer Schienenverbindung durch das Lautertal deutlich. Dennoch wurde am 9. Mai 1880 eine entsprechende Konzession erteilt.
In Anbetracht des zu erwartenden starken Güterverkehrs zum geplanten Westbahnhof stand die Strecke auf diesem Abschnitt als Vollbahn im Entwurf, der restliche Abschnitt bis Lauterecken als Sekundärbahn, die einen leichteren Oberbau erhielt. Der Bau der Bahnstrecke erfolgte jedoch nicht schrittweise von Süden nach Norden, sondern relativ gleichzeitig durch verschiedene Unternehmen. Am 15. November 1883 wurde die Strecke eröffnet, nachdem am 17. September eine Probefahrt ihre Betriebstauglichkeit bestätigt hatte.
1913 folgte die Bahnlinie Kaiserslautern–Waldfischbach als Lückenschluss zu den Zweigstrecken Biebermühle–Waldfischbach und Biebermühle–Pirmasens. Die Gesamtstrecke Kaiserslautern–Pirmasens, auf der ebenfalls Fernzüge fuhren, wurde auch als „Biebermühlbahn“ bezeichnet.

### Weitere Entwicklung (1914–1960)

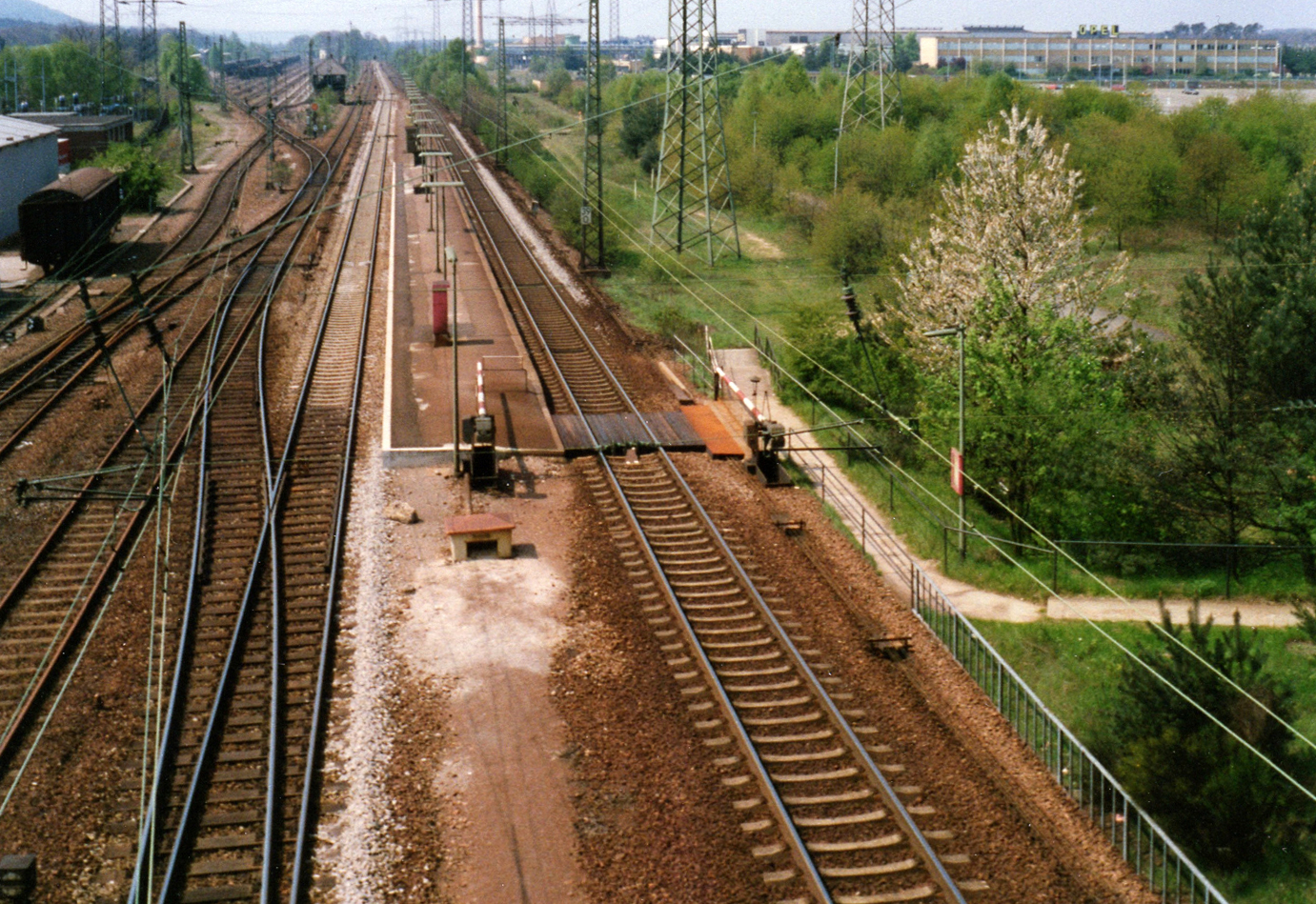
Haltepunkt Vogelweh an der Pfälzischen Ludwigsbahn, Zustand ca. 1998

1919 wurde außerdem die 1911 eröffnete und von der Lautertalbahn abzweigende Stichstrecke nach Otterberg für den Personenverkehr freigegeben. In den Jahren 1914 und 1920 wurde außerdem die Bachbahn, ebenfalls eine Zweigbahn der Lauterstrecke, in Betrieb genommen. Letztere gewann dadurch vor allem in ihrem südlichen Abschnitt bis zum Bahnhof Lampertsmühle-Otterbach an Bedeutung, weil die Personenzüge der beiden genannten Strecken oft bis Kaiserslautern durchgebunden wurden. Da der nahe Rangierbahnhof zunehmend an die Grenzen seiner Leistungsfähigkeit gelangt war, wurde 1920 der einige Kilometer weiter westlich liegende Rangierbahnhof Einsiedlerhof eröffnet. Der Rangierbahnhof war fortan ausschließlich Abstellplatz für Wagenmaterial.
1922 wurde der Bahnhof in die neu gegründete Reichsbahndirektion Ludwigshafen eingegliedert. Im Zuge deren Auflösung wechselte er zum 1. April 1937 in den Zuständigkeitsbereich der Direktion Saarbrücken. 1926 erhielt der Streckenabschnitt Kaiserslautern–Einsiedlerhof für den Güterverkehr zwei weitere Gleise.
Nach dem Zweiten Weltkrieg wurde der Bahnhof Teil der Bundesbahndirektion Mainz. Bedingt durch die Abtrennung des Saarlandes verkehrten lediglich sieben Zugpaare bis nach Saarbrücken, die hauptsächlich den Angestellten dieser Region dienten.
1951 wurde auf der Lautertalbahn unmittelbar am Abzweig von der Bahnstrecke Mannheim–Saarbrücken der Haltepunkt Kaiserslautern Pfaffwerk eingerichtet; er ist damit Teil der Gleisanlagen des Hauptbahnhofs. Seine Bedeutung lag vor allem im Berufsverkehr für Angestellte des Nähmaschinenherstellers Pfaff, bevor Pfaff 2007 innerhalb der Stadtgrenzen umzog.
Da die Donnersbergbahn durch die Sprengung des Pfrimmtalviaduktes bis heute unterbrochen ist, verlor der direkte Verkehr nach Mainz an Bedeutung. 1954 endete der Personenverkehr nach Otterberg. Über die benachbarte Zellertalbahn fuhren noch bis Anfang der 1960er Jahre Eilzüge der Verbindung Kaiserslautern–Worms.

### Entwicklung ab 1960
Da die Hauptstrecke von Mannheim nach Saarbrücken schon immer für den Fernverkehr von großer Bedeutung war, wurde sie ab 1960 schrittweise elektrifiziert. Nachdem zwischen Saarbrücken und Homburg bereits am 8. März 1960 elektrisch gefahren werden konnte, folgte der Abschnitt Homburg–Kaiserslautern am 18. Mai 1961, ehe ab dem 12. März 1964 die Strecke auf gesamter Länge elektrisch befahrbar war. Die Elektrifizierung des letzteren Abschnitts hatte sich vor allem durch die zahlreichen Tunnel zwischen Kaiserslautern und Neustadt, die dafür aufgeweitet werden mussten, verzögert. Eigens zur Eröffnung befuhr der TEE „Rheingold“ die Strecke.
Im Zuge der Auflösung der Bundesbahndirektion Mainz kam der Bahnhof 1971 zur Bundesbahndirektion Saarbrücken. In der Folgezeit war die Lautertalbahn zunehmend von der Stilllegung bedroht, nachdem die von ihr abzweigende Bachbahn 1972 den Personenverkehr verloren hatte und die nördlich von der Lautertalbahn verlaufende Glantalbahn in den 1980er Jahren ebenfalls schrittweise eingestellt wurde.
Im Jahr 2000 lag der Bahnhof wie die gesamte Westpfalz zunächst im Westpfalz-Verkehrsverbund (WVV), bevor dieser sechs Jahre später im Verkehrsverbund Rhein-Neckar (VRN) aufging. Der Bahnhof ist Haltepunkt der S-Bahn RheinNeckar, daneben ist er in das ICE-Netz der Deutschen Bahn integriert und Knotenpunkt für alle Regionalbahnen in der Westpfalz. Am 10. Juni 2007 wurde die transeuropäische Hochgeschwindigkeitslinie Rhealys mit Halt in Kaiserslautern in Betrieb genommen. Die Fahrzeit nach Paris beträgt seitdem nur noch knapp zweieinhalb Stunden.

## Bauwerke

### Erstes Empfangsgebäude
Zur Eröffnung der Ludwigsbahn erhielt der Bahnhof ein Empfangsgebäude, das sich in Bezug auf das Verkehrsaufkommen bereits drei Jahrzehnte später als zu klein erwies und deshalb 1879 abgerissen wurde. Sein Mitteltrakt wurde anschließend in Gersheim wieder errichtet, so dass er als Bahnhofsgebäude der im selben Jahr errichteten Bliestalbahn diente und deren Stilllegung einschließlich Abbau überdauerte.

### Zweites Empfangsgebäude

Ansicht des Bahnhofs von der Straßenseite um 1905

Das zweite Gebäude des Bahnhofs fiel deutlich größer aus. Es wurde im Zweiten Weltkrieg stark in Mitleidenschaft gezogen, weshalb es in der Nachkriegszeit schrittweise demontiert wurde. Aus diesem Grund gab es zunächst Provisorien als Warteräume.

### Drittes Empfangsgebäude
Nach dem Zweiten Weltkrieg erlebte Kaiserslautern einen beträchtlichen Wachstumsschub. Das war auch mit einer Zunahme des Eisenbahnverkehrs verbunden. Die zuständige Bundesbahndirektion Mainz sah beim Wiederaufbau Anfang der 1950er Jahre deshalb die Notwendigkeit von zwei neuen durchlaufenden Betriebsgleisen und drei neuen durchlaufenden Bahnsteigkanten. Das war nur zu verwirklichen, indem die Gebäudetiefe des Empfangsgebäudes um 16 Meter reduziert wurde, wodurch der Neubau eine dünne, sehr lang gestreckte Form erhielt. Dieses Gebäude wurde 2003 umgebaut und enthält unter anderem einen Servicepoint und mehrere Läden. Für mobilitätsbehinderte Personen ist der stufenfreie Zugang zu allen Gleisen möglich.

### Betriebswerk

Ansicht des BW Kaiserslautern von der Gleisseite aus, Zustand ca. 1910

Schon mit der Eröffnung des Bahnhofs erhielt er ein kleines Betriebswerk mit Lok- und Wagenremisen sowie Lokbehandlungsanlagen und Werkstätten. Mit dem zunehmenden Verkehr und mit dem Ausbau des Bahnhofs zum Eisenbahnknoten wurde auch das Betriebswerk immer größer und mehrfach um- und ausgebaut. Im Zug dieser Umbauten wurden die Bekohlungsanlagen in das westliche Gleisvorfeld neben dem Streckengleis der Lautertalbahn verlegt. Während bis zum Ende der Dampflokzeit bei der DB überwiegend Dampfloks beheimatet waren, kamen nach dem Zweiten Weltkrieg die Triebwagen des US Medical Corps bzw. der Militärverwaltung hinzu. Noch heute (2023) werden im Betriebshof Dieseltriebwagen unterhalten.

## Verkehr

### Bahnsteige
Die Bahnsteige wurden auf einem Teil ihrer Länge im Zuge der Integration des Bahnhofs in das Netz der S-Bahn RheinNeckar und des ICE modernisiert.
| Gleis            | Nutzbare Länge | Bahnsteighöhe | Aktuelle Nutzung               |
| ---------------- | -------------- | ------------- | ------------------------------ |
| Durchgangsgleise |                |               |                                |
| 1                | 345 m          | 55 cm         | RE und RB Richtung Westen      |
| 2                | 432 m          | 76 cm         | RE Richtung Westen und Osten   |
| 3                | 433 m          | 76 cm         | TGV, ICE, RE Richtung Westen   |
| 4                | 407 m          | 76 cm         | TGV, ICE, RE Richtung Osten    |
| 5                | 512 m          | 76 cm         | Züge Richtung Osten            |
| 8                | 211 m          | 76 cm         | Züge Richtung Westen und Osten |
| 10               | 211 m          | 76 cm         | Züge Richtung Osten            |
| Kopfgleise       |                |               |                                |
| 39               | 142 m          | 38 cm         | Züge Richtung Westen           |
| 40               | 142 m          | 38 cm         | Züge Richtung Westen           |
| 42               | 208 m          | 38 cm         | Züge Richtung Westen           |
| 45               | 168 m          | 20 cm         | Züge Richtung Westen           |
| 120              | 189 m          | 55 cm         | Züge Richtung Osten            |

Alle ICE, IC und TGV-Verbindungen halten an den Gleisen 3 oder 4.

### Personenverkehr

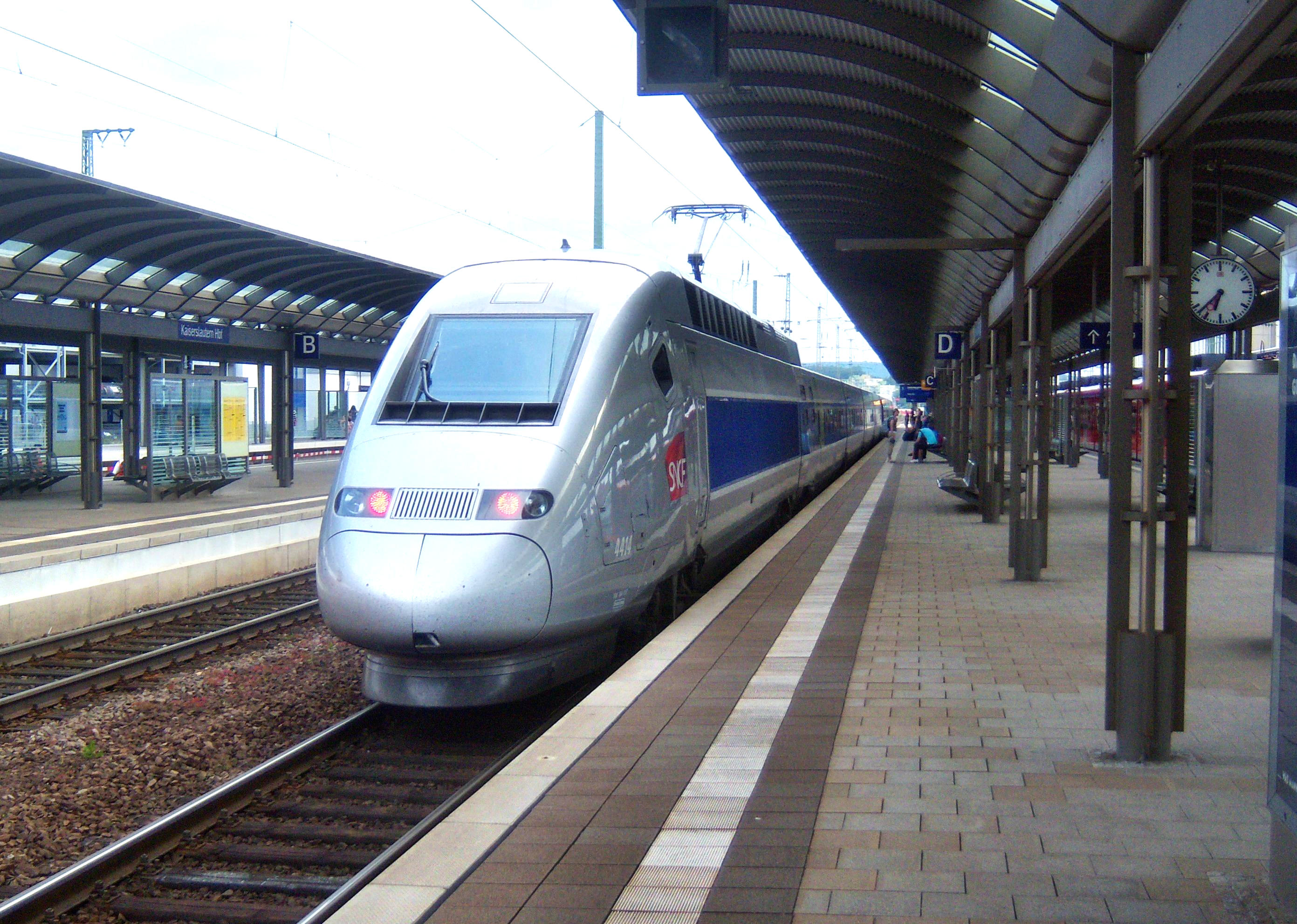
TGV auf dem Weg nach Paris auf Gleis 3 im Kaiserslauterer Hauptbahnhof

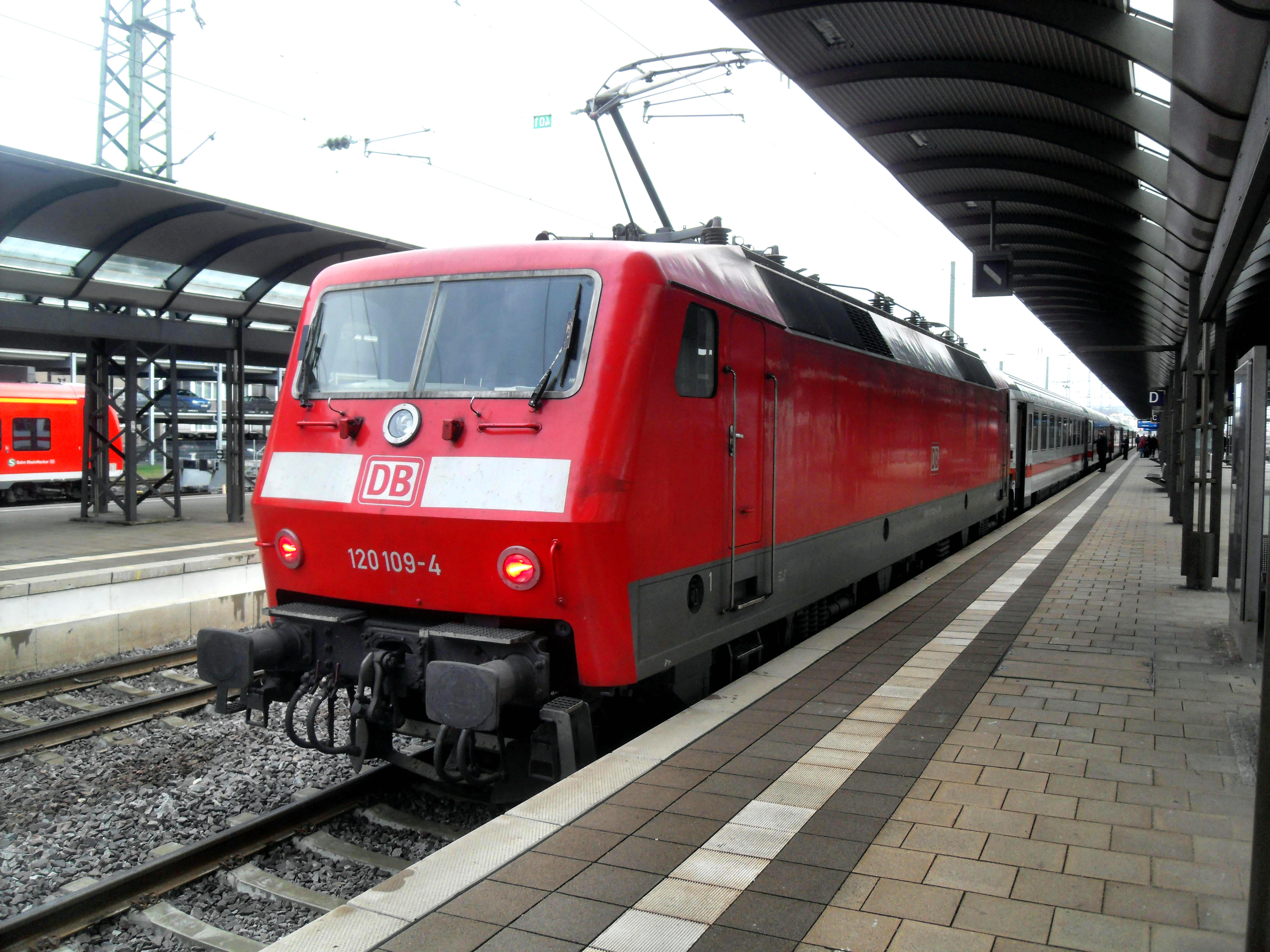
Intercity mit Baureihe 120 in Kaiserslautern Hbf auf dem Weg nach Saarbrücken

Der erste Fahrplan weist drei Kurse zwischen Homburg und Kaiserslautern auf. Bereits ein halbes Jahr später liefen sie bis Frankenstein durch. 1884 gab es durchgehende Verbindungen Neunkirchen – Homburg – Kaiserslautern – Schifferstadt – Ludwigshafen – Worms. Mit Eröffnung der durchgehenden Biermühlbahn 1913 existierten sowohl Züge von Pirmasens über Kaiserslautern nach Darmstadt und Mainz als auch solche, die lediglich bis Schopp fuhren.

#### Fernverkehr
Es bestehen folgende Verbindungen im Schienenpersonenfernverkehr:
| Linie       | Verlauf | Taktfrequenz  |
| ----------- | --- | ------------- |
| ICE/TGV 82  | Paris Est – Forbach – Saarbrücken – Kaiserslautern – Mannheim – Frankfurt (Main)                             | fünf Zugpaare |
| ICE 15      | Berlin – Halle (Saale) – Erfurt – Frankfurt – Darmstadt – Mannheim – Neustadt – Kaiserslautern – Saarbrücken | ein Zugpaar   |
| ICE 50      | Dresden – Leipzig – Erfurt – Frankfurt – Mannheim – Kaiserslautern – Saarbrücken                             | ein Zugpaar   |
| ICE 563     | München – Augsburg – Ulm – Stuttgart – Mannheim – Neustadt – Kaiserslautern – Homburg – Saarbrücken          | ein Zugpaar   |
| EC/IC/RJ 62 | Saarbrücken – Kaiserslautern – Mannheim – Stuttgart – Ulm – Augsburg – München – Salzburg – Graz             | ein Zugpaar   |

(Stand April 2023)

#### S-Bahn & Regionalverkehr

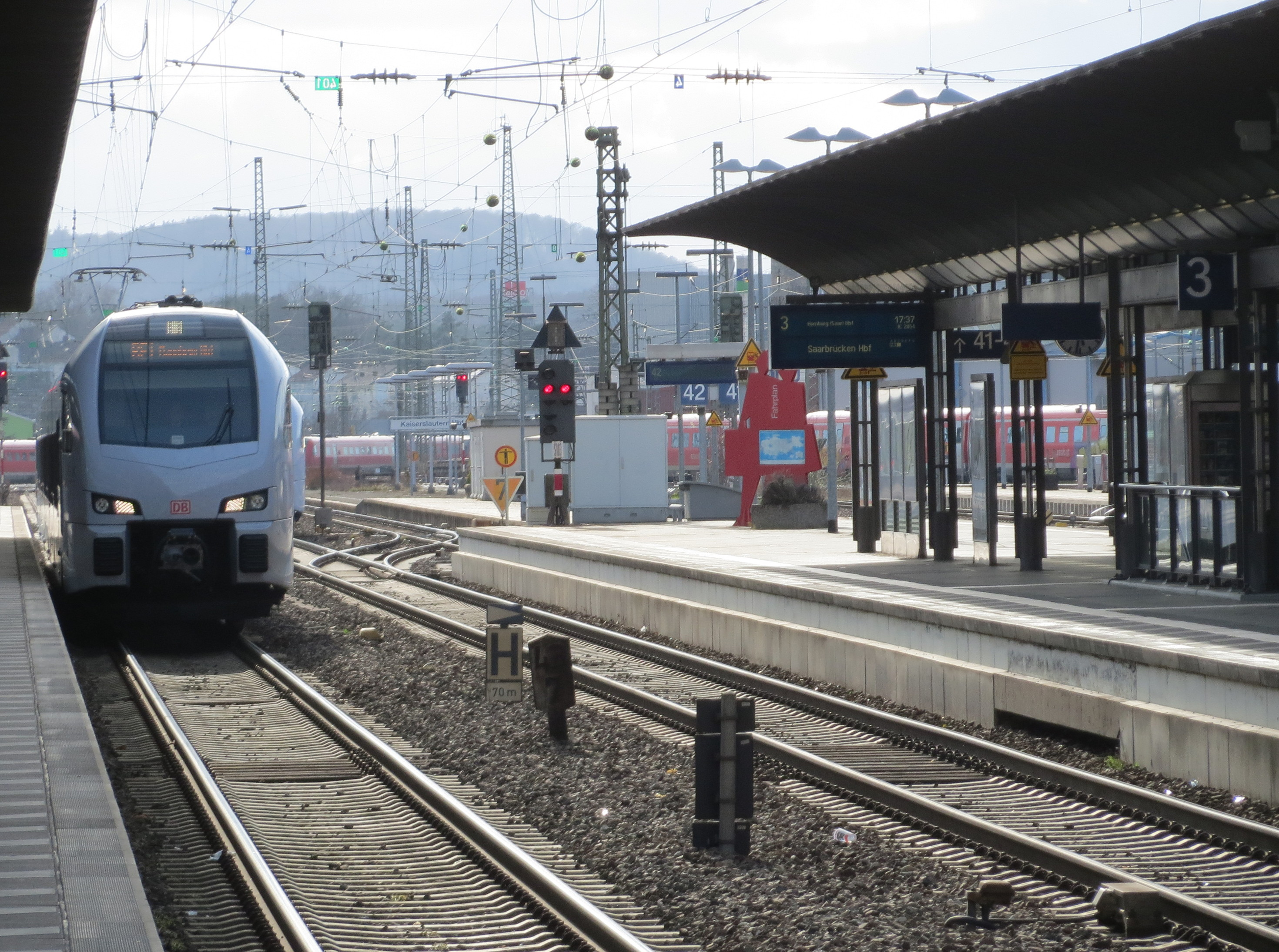
Einfahrender Regionalexpress nach Mannheim in Kaiserslautern Hbf

Im Schienenpersonennahverkehr bestehen die folgenden Verbindungen:
| Linie                    | Verlauf | Takt                                |
| ------------------------ | --- | ----------------------------------- |
| S 1                      | Homburg (Saar) Hbf – Bruchmühlbach-Miesau – Hauptstuhl – Landstuhl – Kindsbach – Einsiedlerhof – Vogelweh – Kennelgarten – Kaiserslautern Hbf – Hochspeyer – Frankenstein (Pfalz) – Weidenthal – Neidenfels – Lambrecht (Pfalz) – Neustadt (Weinstr) Hbf – Neustadt (Weinstr)-Böbig – Haßloch (Pfalz) – Böhl-Iggelheim – Schifferstadt – Limburgerhof – (Ludwigshafen-Rheingönheim – Ludwigshafen-Mundenheim –) (einzelne Züge) Ludwigshafen (Rhein) Hbf – Ludwigshafen (Rhein) Mitte – Mannheim Hbf – Mannheim ARENA/Maimarkt – Mannheim-Seckenheim – Mannheim-Friedrichsfeld Süd – Heidelberg-Pfaffengrund/Wieblingen – Heidelberg Hbf – Heidelberg-Weststadt/Südstadt – Heidelberg-Altstadt – Heidelberg-Schlierbach/Ziegelhausen – Heidelberg Orthopädie – Neckargemünd – Neckargemünd Altstadt – Neckarsteinach – Neckarhausen (b Neckarsteinach) – Hirschhorn (Neckar) – Eberbach – Lindach – Zwingenberg (Baden) – Neckargerach – Binau – Mosbach‐Neckarelz – Mosbach West – Mosbach (Baden) – Neckarburken – Dallau – Auerbach (b Mosbach) – Oberschefflenz – Eicholzheim – Seckach – Zimmern bei Seckach – Adelsheim Nord – Osterburken Stand: Fahrplanwechsel Dezember 2021 | 60 min                              |
| S 2                      | Kaiserslautern Hbf – Hochspeyer – Frankenstein (Pfalz) – Weidenthal – Neidenfels – Lambrecht (Pfalz) – Neustadt (Weinstr) Hbf – Neustadt (Weinstr)-Böbig – Haßloch (Pfalz) – Böhl-Iggelheim – Schifferstadt – Limburgerhof – Ludwigshafen-Rheingönheim – Ludwigshafen-Mundenheim – Ludwigshafen (Rhein) Hbf – Ludwigshafen (Rhein) Mitte – Mannheim Hbf – Mannheim ARENA/Maimarkt – Mannheim-Seckenheim – Mannheim-Friedrichsfeld Süd – Heidelberg-Pfaffengrund/Wieblingen – Heidelberg Hbf – Heidelberg-Weststadt/Südstadt – Heidelberg-Altstadt – Heidelberg-Schlierbach/Ziegelhausen – Heidelberg Orthopädie – Neckargemünd – Neckargemünd Altstadt – Neckarsteinach – Neckarhausen (b Neckarsteinach) – Hirschhorn (Neckar) – Eberbach – Lindach – Zwingenberg (Baden) – Neckargerach – Binau – Mosbach‐Neckarelz – Mosbach West – Mosbach (Baden) Stand: Fahrplanwechsel Dezember 2021 | 60 min                              |
| S 44                     | Homburg (Saar) Hbf – Bruchmühlbach-Miesau – Hauptstuhl – Landstuhl – Kindsbach – Einsiedlerhof – Vogelweh – Kennelgarten – Kaiserslautern Hbf – Hochspeyer – Frankenstein (Pfalz) – Weidenthal – Neidenfels – Lambrecht (Pfalz) – Neustadt (Weinstr) Hbf – Neustadt (Weinstr)-Böbig – Haßloch (Pfalz) – Böhl-Iggelheim) – Schifferstadt – Limburgerhof – Ludwigshafen-Rheingönheim – Ludwigshafen-Mundenheim – Ludwigshafen (Rhein) Hbf – Ludwigshafen (Rhein) BASF Süd – Ludwigshafen (Rhein) BASF Mitte – Ludwigshafen (Rhein) BASF Nord Stand: Fahrplanwechsel Dezember 2021 | einzelne Züge (wochentags)          |
| RE 1                     | Koblenz – Trier – Saarbrücken – St. Ingbert – Homburg – Kaiserslautern (– Neustadt – Mannheim) | 60 min (120 min)                    |
| RE 6                     | Kaiserslautern – Neustadt – Landau – Winden – Wörth – Karlsruhe | 120 min                             |
| RE 15                    | Kaiserslautern – Winnweiler – Rockenhausen – Alsenz – Bad Münster am Stein – Bad Kreuznach – Ingelheim – Mainz | einzelne Züge                       |
| RE 17                    | Koblenz – Boppard – Oberwesel – Bingen – Bad Kreuznach – Bad Münster am Stein – Rockenhausen – Winnweiler – Kaiserslautern | 120 min                             |
| RB 64                    | Kaiserslautern – Schopp – Waldfischbach – Pirmasens Nord – Pirmasens | 60 min                              |
| RB 65                    | Kaiserslautern – (Hochspeyer) – Enkenbach – Winnweiler – Rockenhausen – Alsenz – Bad Münster am Stein – Bad Kreuznach – Langenlonsheim – Bingen | 60 min / 30 min zu Hauptreisezeiten |
| RB 66                    | Kaiserslautern – Lampertsmühle-Otterbach – Olsbrücken – Wolfstein – Lauterecken-Grumbach | 60 min                              |
| RB 67                    | Kaiserslautern – Landstuhl – Glan-Münchweiler – Altenglan – Kusel | 60 min                              |
| RB 70                    | Kaiserslautern – Landstuhl – Hauptstuhl – Bruchmühlbach-Miesau – Homburg – Limbach – Kirkel – St. Ingbert – Saarbrücken – Völklingen – Saarlouis – Merzig | 60 min                              |
| Stand: 10. Dezember 2023 | |                                     |

### Güterverkehr
Kaiserslautern war bis zur Stilllegung des Rangierbahnhofs Einsiedlerhof auch im Güterverkehr ein bedeutender Bahnknotenpunkt.

### Busverkehr
Auf dem neugestalteten Bahnhofsvorplatz von Kaiserslautern befindet sich ein stark frequentierter Busbahnhof, durch den ein fließender Übergang zum ÖPNV besteht. Die Busse von hier fahren unter anderem die Universität Kaiserslautern, den Betzenberg sowie den zentralen Busumsteigepunkt Stadtmitte (vormals Schillerplatz und Rathaus genannt) an, wo ein Übergang zu allen Buslinien der Stadt besteht.